# Imasgo
Imasgho là một tổng thuộc  Boulkiemdé (tỉnh) ở miền trung Burkina Faso. Tại thời điểm năm 2005, dân số là 24.106 người. Thủ phủ là thị xã Imasgho.

## Các thị xã và làng xã
• Thị xã Imasgho • Danierma • Kanyalé • Lounga • Ouéra • Rana